# Беерс, Ян ван (художник)
Жан Мари Константен Жозеф ван Беерс, или просто Ян ван Беерс (также Берс, нидерл. Jean Marie Constantin Joseph Van Beers; 27 марта 1852, Лир, Бельгия — 17 ноября 1927, Фей-окс-Ложе, Бельгия) — бельгийский художник, иллюстратор, карикатурист.

## Биография
Сын поэта Яна ван Беерса (старшего). Обучался в Королевской Академии изобразительных искусств Антверпена.
Был лидером группы молодых амбициозных студентов-художников, так называемой, «Van Beers clique». Кроме него, с группу входили художники Пит Верхарт, Жозеф Ламбо и другие. Они были широко известны своим эксцентричным поведением, (например, ходили по Антверпену одетые в исторические костюмы прежних эпох. Молодой ван Бирс часто прогуливался по городу в женском, глубоко декольтированном платье).
На первом этапе творчества начинал, как исторический художник. Критики признали превосходные технические навыки Ван Беерса, сравнимые с теми, которыми владели старые нидерландские мастера, но отвергали часто эксцентричный характер его работ. Ван Беерс, более амбициозным, чем любой другой художник своего поколения, пробовал всё, чтобы переломить ситуацию: он пробовал любой жанр, менял стиль и манеру письма, создавал огромные колоритные исторические картины, пейзажи и жанровые картины.
В 1878 в погоне за славой и успехом поселился в Париже, где работал в мастерской у своего земляка бельгийца Альфреда Стевенса.
На этом этапе своей карьеры, он отказался от исторического жанра, и стал писать жанровые картины, полотна на модную тогда восточную (ориентальную) тему, а также портреты и вскоре приобрёл известность.
Ван Беерс — автор замечательных миниатюр, написанных с фотографической точностью, многочисленных рекламных и газетно-журнальных иллюстраций, карикатур. В 1884 году Ян ван Беерс проиллюстрировал роскошное издание поэзии своего отца.
На Брюссельском Салоне в 1881 году тогда ещё молодой художник был обвинён в том, что он выставил вместо картин раскрашенные фотографии или, по крайней мере, в той или иной степени, выполненные с помощью фотографических средств. Грандиозный скандал потряс бельгийский художественный мир и нашёл отклик во всей Европе. Начатое судопроизводство по инициативе Ван Бирса, все обвинения против него отвергло. В результате, имя Яна ван Беерса, стало известно во всей Европе.

## Галерея
- На балконе
- Письмо, 1885
- Портрет молодой женщины, 1883
- С мыслями о нём
- В гамаке
- Портрет аристократки, 1880 е гг.
- Портрет Анри Рошфора

- Мужской портрет
- Мальчик с колибри
- Souvenance
- Продавщица дынь
- Карикатура на Антуана Жозефа Вирца
- Рекламная иллюстрация